# Chaviva Reiková
Chaviva Reiková (hebrejsky חביבה רייק‎, vlastním jménem Marta Reiková; též Marta (či Chaviva) Reicková, také Chaviva Reichová nebo Emma Reik, 22. června 1914, Nadabula – 20. listopadu 1944, Banská Bystrica-Kremnička) byla sionistická aktivistka, příslušnice Palmachu a členka výsadkové skupiny Amsterdam vysazené v roce 1944 na Slovensku.

## Mládí
Narodila se v malé slovenské vsi Nadabula (od roku 1960 součást města Rožňava) v tehdejším Rakousku-Uhersku jako jedno ze sedmi dětí v chudé židovské rodině. V roce 1919 se s rodinou přestěhovala do Radvaně u Banské Bystrice. Zde v letech 1919 až 1929 navštěvovala obecnou školu. Následně do roku 1931 studovala na Střední odborné škole v Banské Bystrici. Studia ale z existenčních důvodů ukončila a nastoupila jako prodavačka a účetní do železářství bratří Norbergerů.
Již jako mladá byla činná v sionistických organizacích. V roce 1930 vstoupila do mládežnické organizace ha-Šomer ha-ca'ir, kde přijala židovské jméno Chaviva. Byla také členkou Mezinárodní ženské sionistické organizace. V roce 1938 se přestěhovala do Bratislavy a začala pracovat jako sekretářka jednoho z vedoucích pracovníků sionistického hnutí na Slovensku, dr. Oskara Neumanna, a vyučovala v přípravných kurzech pro vystěhovalce do britské mandátní Palestiny. Zároveň byla také vedoucí sekretariátu Židovského národního fondu. V roce 1938 se provdala za Avrahama Martinoviče, s nímž sdílela sionistické nadšení. Existují názory, že šlo o sňatek fiktivní, uzavřený za účelem sdílení imigračního certifikátu, což v té době bylo běžnou praxí.

## VPalestině

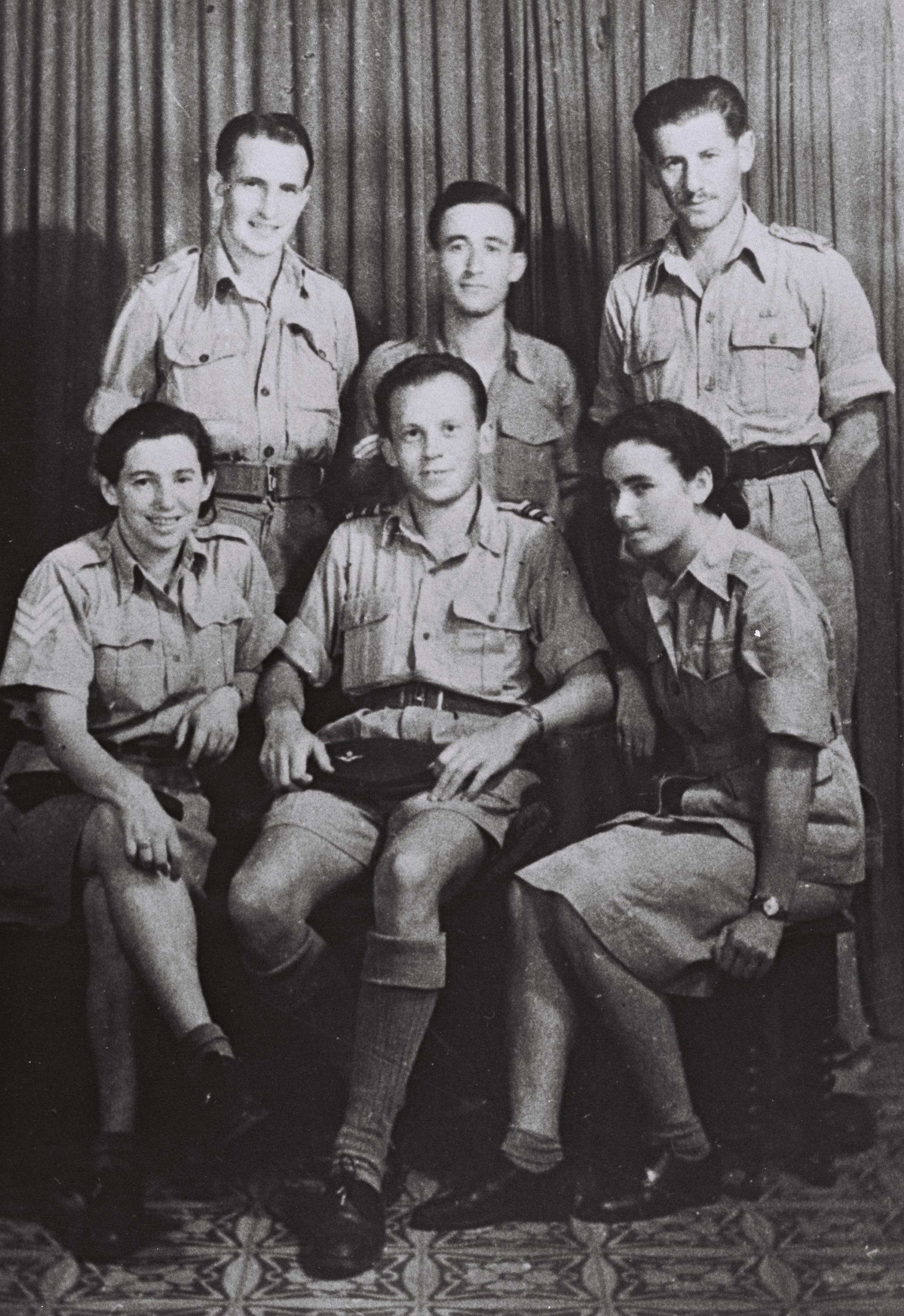
Reiková (ve spodní řadě vlevo) spolu s ostatními výsadkáři, rok 1944

Do tehdejší mandátní Palestiny se společně s manželem přestěhovala v prosinci 1939. Spoluzakládali kibuc Ma'anit, nacházející se asi deset kilometrů východně od Chadery, kde se Reiková okamžitě zapojila do činnosti spojené s rozvojem osídlení. Aktivní však byla i v hnutí ha-Šomer ha-ca'ir a podílela se například na koordinaci sklizně citrusů. Kibuc po nějaké době opustil její manžel, s Reikovou však nadále udržoval srdečný vztah. V roce 1941 vstoupila do židovské podzemní vojenské organizace Hagana. Pro rozdílnost názorů s vedením kibucu nakonec Ma'anit opustila a přestěhovala se do kibucu Šamir v podhůří Golanských výšin. Zde se seznámila se Sarou Bravermanovou, která ji přesvědčila, aby vstoupila do úderných oddílů Hagany, známých jako Palmach.
Reiková s Bravermanovou byly osloveny britskou zpravodajskou službou Special Operations Executive (SOE), která prostřednictvím Židovské agentury hledala židovské dobrovolníky pro speciální vojenské operace, a obě se přihlásily do připravovaného tajného projektu. Staly se příslušnicemi Ženských pomocných leteckých sborů britského královského letectva a pod patronací SOE poté prodělaly v roce 1942 vojenský a zpravodajský výcvik na britské vojenské základně nedaleko Káhiry. Reiková po absolvování kurzu složila přísahu britskému králi Jiřímu VI. a byla povýšena na seržantku. Zároveň přijala nové krycí jméno Marta Martinovič.

## Výsadek na Slovensko

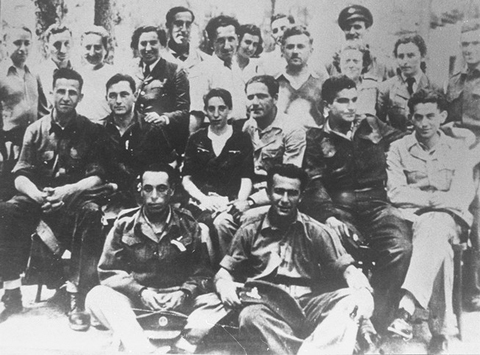
Chaviva (uprostřed) ve skupině židovských parašutistů

Dne 19. července 1944 byla rozkazem hlavního velitelství vzdušných sil na Středním východě zařazena do výsadku Amsterdam na pozici velitele. V rámci tohoto výsadku byla pověřena plněním zpravodajských úkolů a podporou Slovenského národního povstání. Na vysazení společně s ostatními příslušníky desantu čekala v italském Bari, kam byli z Egypta letecky přepraveni 26. srpna 1944. Původní záměr vysadit Reikovou společně s ostatními členy skupiny na padáku se nemohl uskutečnit, protože britské vojenské zákony zakazovaly nasazování žen do bojů (které v té době na určeném místě probíhaly) či v týlu nepřítele. Proto byla na Slovensko přepravena letadlem se skupinou amerických pilotů a 17. září 1944 vystoupila na letišti Tri Duby, v té době ovládaném povstaleckou armádou.
Zpravodajské úkoly, kterými byla pověřena, se týkaly zejména předávání informací o postavení Židů na Slovensku a vztazích mezi Židy, Slováky a Čechy. Krátce po příletu obnovila předválečné kontakty se sionistickými kruhy v Banské Bystrici. Zároveň se jí podařilo navázat kontakty nové. Kromě zpravodajských povinností se též zabývala pomocí židovským uprchlíkům, kteří se dostali na území ovládaném povstalci; zajišťovala pro ně jídlo a finance a organizovala transporty židovských dětí přes Maďarsko do britské mandátní Palestiny. Také organizovala návrat spojeneckých pilotů sestřelených během bojů nad Slovenskem do Itálie.
Společně s ostatními příslušníky desantu Amsterdam vycvičila 40 židovských bojovníků a vytvořila z nich partyzánskou jednotku. Po vojenské porážce Slovenského národního povstání a přechodu jednotek na partyzánský způsob boje, se s příslušníky svého oddílu 24. října 1944 ve čtyřech vlnách stáhla do hor, aby zde pokračovala v činnosti. Dne 31. října byl partyzánský tábor nad Pohronským Bukovcem přepaden ukrajinskou jednotkou SS Galizien. Prakticky všem se podařilo uprchnout. Během dne byli ale partyzáni pochytáni a Reiková se společně s dalšími příslušníky své skupiny dostala do zajetí. Všichni, včetně Reikové byli 1. listopadu převezeni do Banské Bystrice, kde byli vyslýcháni a podrobeni mučení. Po ukončení výslechů byla Reiková společně s ostatními zajatci a dalšími 250 Židy 20. listopadu 1944 popravena v protitankovém příkopě v prostoru Banské Bystrice-Kremničky, a pohřbena v hromadném hrobě.

## Poválečné období

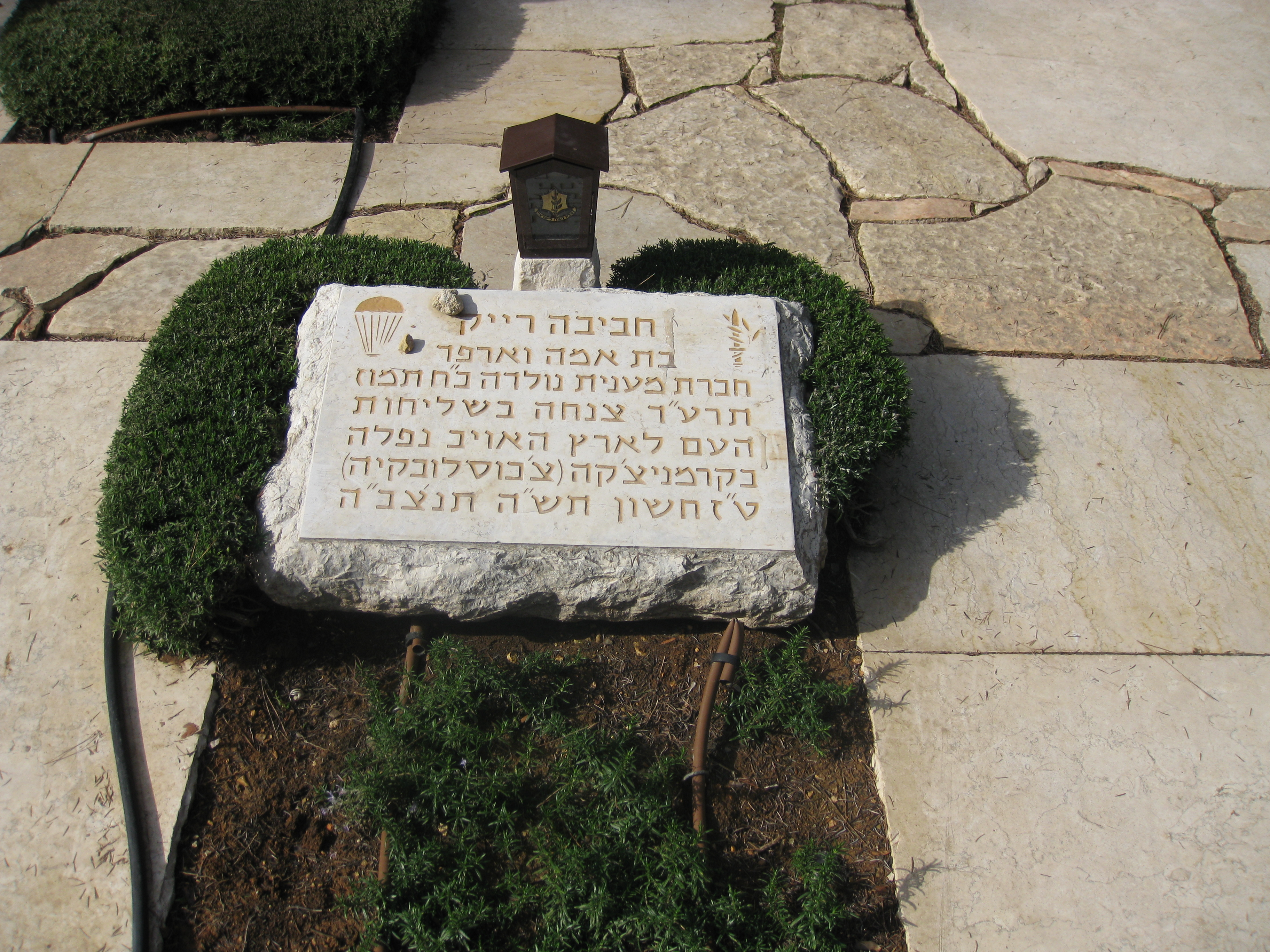
Hrob Chavivy Reikové na Herzlově hoře v Jeruzalémě

Po osvobození Banské Bystrice v dubnu 1945 bylo tělo Chavivy Reikové exhumováno a znovu pohřbeno v britském válečném oddělení na Olšanských hřbitovech v Praze.
Židovská agentura po druhé světové válce pracovala na repatriaci ostatků všech pohřbených padlých výsadkářů (Chavivy Reikové, Chany Senešové a Rafa'ela Reisze), avšak myšlenka jejich hromadného převozu do Izraele se ukázala být z mnoha důvodů neproveditelná. Nakonec se však 8. září 1952, po zdlouhavém a komplikovaném jednání s československou vládou, podařilo do Izraele ostatky Reikové a Reisze převézt. Oběma se o dva dny později, 10. září 1952, dostalo státního pohřbu a byli pohřbeni na vojenském hřbitově na Herzlově hoře v Jeruzalémě, ve zvláštní sekci věnované sedmi židovským výsadkářům, kteří padli během druhé světové války za nepřátelskými liniemi. Tam již v březnu 1950 spočinuly ostatky Chany Senešové repatriované z Budapešti. Čtyři zbývající výsadkáři (Perec Goldstein, Cvi Ben Ja'akov, Aba Berdičev a Enzo Sereni) mají na místě pouze symbolické náhrobní kameny. Zahynuli v koncentračních táborech Oranienburg, Mauthausen a Dachau, jejich ostatky nebyly nikdy nalezeny, a předpokládá se, že zmizely v tamních krematoriích. Tři z výsadkářů, jejichž ostatky byly repatriovány, se stali jedinými z tisíců židovských vojáků a dobrovolníků, kteří za druhé světové války padli ve službách Spojencům, kterým se pocty pohřbení v Izraeli dostalo.
Posmrtně byla Chaviva povýšena do hodnosti podplukovnice Izraelských obranných sil.

## Památka
Výsadkářské operaci a jednotlivým parašutistům se věnuje celá řada knih. Z pamětní literatury, která se takřka výhradně věnuje účastníkům mise, lze zmínit například knihy z 50. let Magen ba-seter („Tajný štít“) a Sefer ha-Palmach („Kniha Palmachu“), jejichž editorem byl Zerubavel Gil'ad. Z beletristické literatury vyšla o Chavivě Reikové v roce 1965 kniha Ke'em chaš le-hacil: šelichuta šel Chaviva Rajk, jejímž autorem byl Daniel Ben Nachum a Beli limco u-veli le-hikane'a: chajejcha u-šelichuta šel Chaviva Rajk z roku 1973, jejímž autorem byl Eli Šadmi. Z tzv. generace nových historiků se operaci, jejím cílům a hodnocení, mimo jiné i z hlediska samotných výsadkářů, věnuje ve své knize The Blue and the Yellow Stars of David (doslova „Modrá a žlutá Davidova hvězda“) z roku 1990 historička Dina Poratová. Již roku 1947 vznikla v Praze kniha Chaviva, sestavená Davidem Goldsteinem.
V Izraeli její jméno nesou kibuc Lahavot Chaviva, Vzdělávací institut Givat Chaviva, jedna z lodí přivážející židovské přistěhovalce do Izraele a některé ulice. Ulice jsou po Chavivě Reikové pojmenovány i např. v USA či Kanadě. V září 1988 byla na její počest vydána v Izraeli poštovní známka o nominální hodnotě 0,4 šekelů.
Od roku 1994 je udělována německá mírová cena Haviva Reik-Friedenspreis.